# Felix Köhler
Felix Köhler es un deportista alemán que compitió en duatlón. Ganó dos medallas en el Campeonato Mundial de Duatlón de Larga Distancia en los años 2016 y 2018, y dos medallas en el Campeonato Europeo de Duatlón de Media Distancia en los años 2017 y 2018.

## Palmarés internacional
| Campeonato Mundial | Campeonato Mundial | Campeonato Mundial | Campeonato Mundial |
| Año                | Lugar              | Medalla            | Prueba             |
| ------------------ | ------------------ | ------------------ | ------------------ |
| 2016               | Zofingen ( Suiza)  | Medalla de plata   | Individual         |
| 2018               | Zofingen ( Suiza)  | Medalla de bronce  | Individual         |

| Campeonato Europeo | Campeonato Europeo       | Campeonato Europeo | Campeonato Europeo |
| Año                | Lugar                    | Medalla            | Prueba             |
| ------------------ | ------------------------ | ------------------ | ------------------ |
| 2017               | Sankt Wendel ( Alemania) | Medalla de oro     | Individual         |
| 2018               | Vejle ( Dinamarca)       | Medalla de plata   | Individual         |